# InterCityExperimental
ICE V – zachodnioniemiecki pociąg używany do testów na liniach dużych prędkości. Żeby odróżnić go od ICE 1 nadano mu nazwę ICE V. Zastąpił go pociąg ICE S.
1 maja 1988 roku ustanowił on rekord prędkości 406,9 km/h. Obecnie stoi jako eksponat w Verkehrsmuseum w Norymberdze. Nadal rozważane są próby przywrócenia go do eksploatacji.